# Lac Mingré
Lac Mingré är en sjö i Kanada.  Den ligger i regionen Côte-Nord i provinsen Québec, i den östra delen av landet, 1 100 km nordost om huvudstaden Ottawa. Lac Mingré ligger 600 meter över havet. Arean är 70 kvadratkilometer. 